# Половая сегрегация в Саудовской Аравии

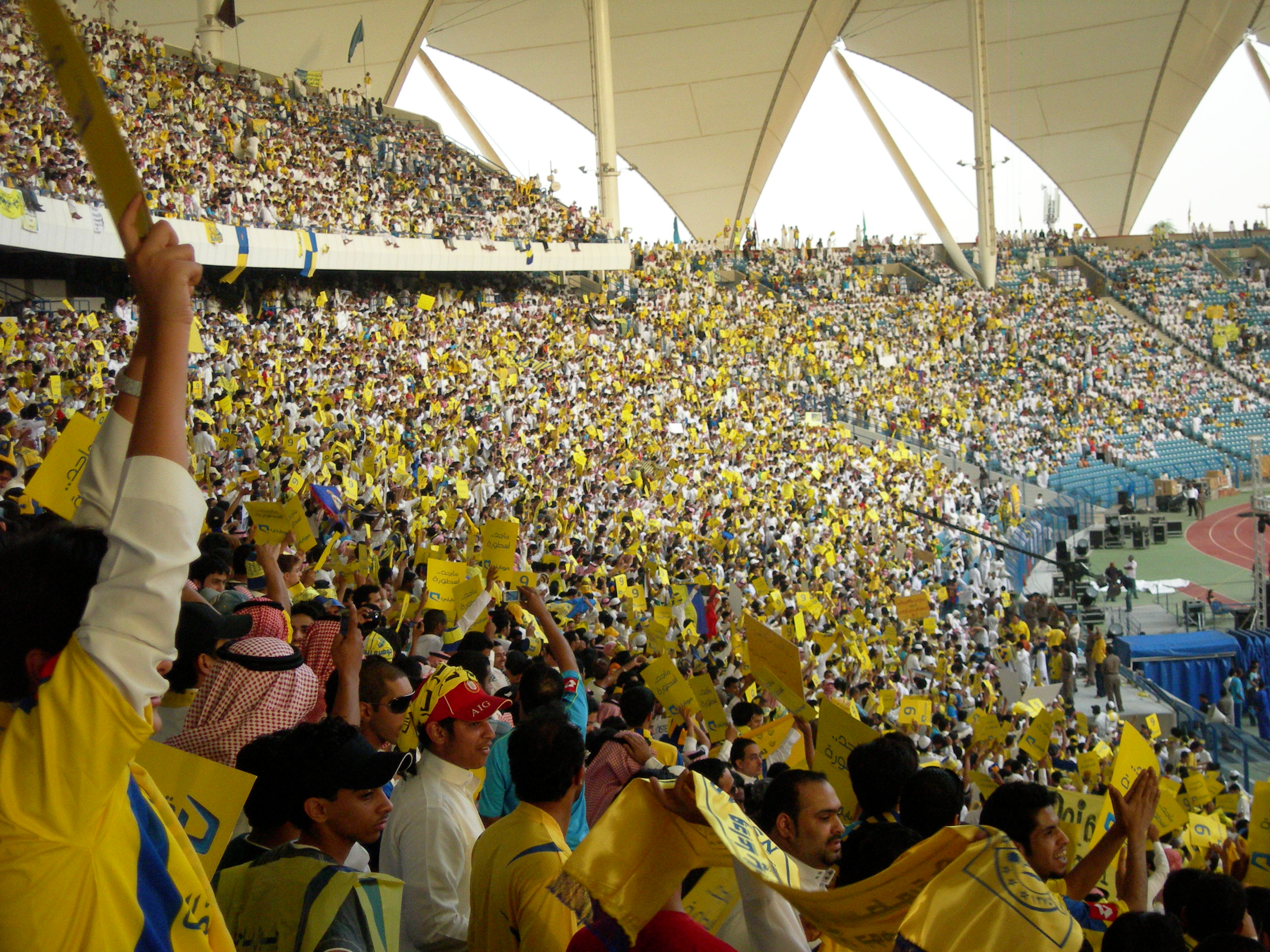
Почти полностью заполненный стадион короля Фахда в Эр-Рияде, где отсутствуют женщины среди зрителей

Половая сегрегация в Саудовской Аравии — историческая культурная практика и государственная политика, запрещающая контакты саудовских женщин с незнакомцами мужского пола (не махрамами) наедине. С 2017 года после назначения Мохаммеда бен Салмана наследным принцем и после его серии социальных реформ практика половой сегрегации постепенно отменялась. Гендерная сегрегация в Саудовской Аравии возникла из-за заботы о женской чистоте и семейной чести. Раньше общественные мероприятия во многом строились на разделении мужчин и женщин; смешение неродственных мужчин и женщин на вечеринках и других общественных собраниях было крайне редким и ограничивалось лишь некоторыми современными семьями с западным образованием.

## Основания сегрегации
Саудовскую Аравию называют эпицентром гендерной сегрегации, частично из-за её консервативных суннитских исламских практик, а частично из-за правовых ограничений. Сегрегация в Саудовской Аравии не является неотъемлемой частью культуры страны, но поощрялась в 1980-х и 1990-х годах правительством, движением Сахва, а также консервативными и религиозными силовиками (религиозной полицией, правительственными чиновниками и т. д.).
После обнаружения нефти в стране началось строительство современных городов. Однако жизнь рядовых саудовцев по-прежнему определяло зародившееся в стране в XVIII в. консервативное течение ислама — ваххабизм, названное так по имени основателя, Мухаммеда ибн Абда аль- Ваххаба. Преступников по-прежнему обезглавливали на площадях, а улицы городов патрулировали наряды полиции нравов, искавшие нарушителей шариатских законов (например, девушек с непокрытой головой или в открытой одежде).

## Наказания за общение с противоположным полом
Любой, кто замечен в общении с лицом противоположного пола, не являющимся родственником, может подвергнуться преследованиям со стороны мутавина (по-арабски : مطوعون), а также обвинениям в прелюбодеянии, или проституции. Однако с 2016 года кабинет министров Саудовской Аравии запретил религиозной полиции арестовывать, допрашивать или преследовать кого-либо.

## Половая сегрегация дома и в общественных местах

### Половая сегрегация в домашней архитектуре
Многие традиционные дома Саудовской Аравии имеют один вход для мужчин и другой для женщин. Для мужчин, не являющихся родственниками, вход в женскую часть саудовского дома является нарушением семейной чести. Арабское слово, обозначающее уединённую часть дома, — харим, что означает одновременно «запрещённое» и «священное». Личное пространство ассоциируется с женщинами, тогда как общественное пространство, такое как гостиная, предназначено для мужчин. В традиционных проектах домов также используются высокие стены, разделённые на отсеки внутренние комнаты и шторы, чтобы защитить семью и особенно женщин от публики.
В общественных местах также имеет место сегрегация по признаку пола. В ресторанах, банках и других общественных местах Саудовской Аравии мужчины и женщины обязаны входить и выходить через отдельные двери. Однако с 2019 года Саудовская Аравия больше не применяет сегрегацию по признаку пола в ресторанах и некоторых других местах.

### Сегрегация в общественных местах
Поскольку общественная сфера жизни является прерогативой мужчин, ожидается, что женщины будут носить чадру вне дома. Женщины и мужчины, не являющиеся махрамами, должны свести к минимуму социальное взаимодействие. Традиционно ожидалось, что компании будут создавать полностью женские подразделения, если нанимают женщин. Общественный транспорт разделён по всей стране. Общественные места, такие как пляжи и парки развлечений, также разделены, иногда по времени, так что мальчики и мужчины, а также девочки и женщины посещают их в разное время. Созданы специальные парки развлечений для женщин, так называемые «женские парки». По шариату нахождение мужчины и женщины, не являющихся махрамами, наедине в уединённом месте называется хилва. Западные компании часто обеспечивают соблюдение религиозных правил Саудовской Аравии, что вызвало критику со стороны некоторых западных активистов. Например, McDonald’s, Pizza Hut, Starbucks и другие американские фирмы поддерживают отдельные зоны приёма пищи в своих ресторанах. Мужчины и женщины иногда могут общаться в ресторанах западных отелей, которые обслуживают в первую очередь иностранцев.
Особенно строгая сегрегация существовала в ресторанах, поскольку приём пищи требует снятия вуали. В большинстве ресторанов Саудовской Аравии раньше были «семейные» и «холостяцкие» секции, причём последняя предназначена для неженатых мужчин или мужчин, не имеющих семьи. Женщины или мужчины со своими семьями должны были сидеть в семейном отделении. Здесь посетители обычно сидели в отдельных комнатах или за ширмами и занавесками. Ожидается, что официанты дадут женщинам время переодеться перед входом, хотя эта практика не всегда соблюдается. В барах ресторанов обычно был вход для женщин, которые приходили без своих мужей или родственников (обычно своих братьев). Женщинам было запрещено работать официантками, за исключением ресторанов только для женщин.
В Саудовской Аравии много[сколько?] женских парков. Первый батутный парк только для женщин был открыт в 2018 году в столице страны компанией Bounce.
Типичными примерами сегрегации являются:
| Учреждение      | Сегрегация |
| --------------- | --- |
| Банки           | Разные отделения для мужчин и женщин, но если в филиале нет женского отделения, женщины допускаются в мужское отделение. Некоторые банки обслуживают только женщины. |
| Кофешопы        | В основном допускаются только мужчины, хотя в некоторых есть семейные секции.                                                                                        |
| Отели           | Одиноким женщинам больше не требуется письменное разрешение для регистрации при условии, что у них есть собственное удостоверение личности.                          |
| Бассейны        | Тренажёрные залы, бассейны и спа-центры, как правило, предназначены только для мужчин, но есть и женские помещения.                                                  |
| Музеи           | Отдельные часы работы для семей и мужчин («Семьи» обычно включают и одиноких женщин).                                                                                |
| Рестораны       | Отдельные помещения для семей и мужчин. Подавляющее большинство пропускает одиноких женщин в семейные помещения.                                                     |
| Торговые центры | Разрешён общий доступ, но вечера и выходные предназначены только для семей и одиноких женщин.                                                                        |
| Магазины        | Обычно пускают всех посетителей. |

### Сегрегация в университетах
Университеты бывают только для мужчин или только для женщин. В Саудовской Аравии находится крупнейший в мире университет, предназначенный только для женщин, носящий имя принцессы Норы бинт Абдулрахман. До 2022 года крупнейшим женским университетом в Саудовской Аравии был Университет Эффат.
Первым кампусом совместного обучения в Саудовской Аравии стал Научно-технологический университет имени короля Абдаллы, открывшийся в сентябре 2009 года.

### Школы
Все школы разделены по признаку пола, есть только школы для мальчиков и девочек. Первая частная официальная школа для девочек, Медресат АльБанат Аль Ахлия, была основана в 1941 году.

## Реакция ООН
Организация Объединённых Наций и страны Запада призвали королей Саудовской Аравии положить конец строгой сегрегации таких учреждений, как школы, правительственные учреждения, больницы и другие общественные места.

## Попытки отказа от сегрегации
Сегрегация по признаку пола практикуется в Саудовской Аравии с давних времён. Однако 8 декабря 2019 года было объявлено о новом правиле, направленном на сокращение сегрегации в ресторанах и кафе; теперь больше не требуется иметь отдельные зоны для семей и холостяков.
Исключения из правил сегрегации иногда включают больницы, медицинские колледжи и банки. Число рабочих мест смешанного пола увеличилось после коронации короля Абдаллы, хотя они всё ещё не являются обыденностью.
На практике смешение полов стало довольно распространённым явлением в повседневной жизни. Женщины заказывают такси, которыми управляют мужчины и могут водить машину самостоятельно. Горничные, водители такси и официанты, как правило, являются иностранцами, что иногда используется как повод менее строго соблюдать сегрегацию.
В рамках реформ королевство отменило запрет женщинам на посещение спортивных стадионов. Саудовским женщинам впервые разрешили вход на стадион для просмотра футбольного матча в январе 2018 года. Женщины были отделены от секций, предназначенных только для мужчин, и сидели в «семейной секции».

## Противодействие смешению полов
Сегрегация в общественной сфере стала краеугольным камнем саудовской интерпретации ислама.
Открытие первого университета совместного обучения в 2009 году вызвало дебаты по поводу сегрегации.
В 2008 году 75-летняя Хамиса Мохаммад Савади была приговорена к 40 ударам плетью и тюремному заключению за то, что позволила мужчине доставить ей хлеб прямо в её дом, а затем, поскольку она не была гражданкой, была депортирована.
В 2010 году советник Королевского суда и Министерства юстиции издал фетву, в которой предлагалось, чтобы женщины давали грудное молоко своим нанятым водителям, тем самым делая их родственниками (концепция, известная как рада), формально позволяло водителю оставаться с женщиной наедине. Женщины высмеяли фетву.
Шейх Абдул-Рахман аль-Баррак заявил в своей фетве, что смешение полов на рабочем месте или в образовании, «как пропагандируют модернизаторы», запрещено, поскольку оно позволяет «видеть то, что запрещено, и нарушает запрет на разговоры между мужчинами и женщинами».